# ヴィラ・メディチのある港

『ヴィラ・メディチのある港』（ヴィラ・メディチのあるみなと、伊: Porto con Villa Medici、英: Port Scene with the Villa Medici）は、Port Scene with the Villa Medici17世紀フランスの巨匠クロード・ロランが1637年にキャンバス上に油彩で制作した絵画で、理想的風景画の傑作であると見なされている。画家の署名と制作年が「ROMAE 1637 CLA(…)」と記されている。作品は現在、フィレンツェのウフィツィ美術館に所蔵されている。

## 歴史
1675年のレオポルド・デ・メディチ枢機卿の死に際し、この絵画はピッティ宮殿のコレクションに入り、1773年にはウフィツィ美術館に移された。クロード・ロランの『真実の書』 (大英博物館、ロンドン) に素描として記録されている本作は、素描につけられた画家のメモによれば、本来、カルロ・デ・メディチ枢機卿のために制作されたものである。枢機卿は、ローマでスウェーデン女王クリスティーナのサロンに出入りしていた時に若きロランと知り合い、この絵画を注文した。
『真実の書』には、1639年以降、ロランが絵画をもとにして制作した素描195枚が載せられている。画家は、このようにして贋作の対象となった自身の絵画を保護しようとしたのである。『真実の書』は、後にバラバラになってしまったが、大英博物館はそのほとんどすべての素描を保有している。ヴィラ・メディチは、2点の素描と画家のほかの作品にも登場する。

## 主題

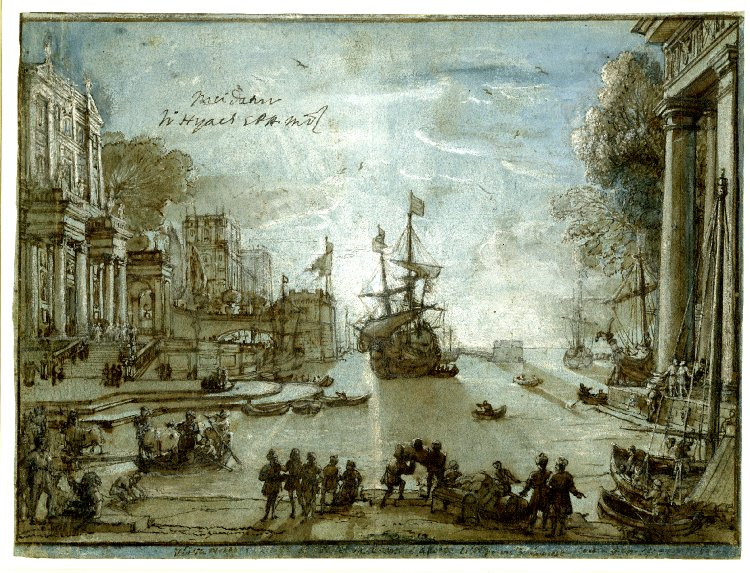
『真実の書』中の素描 (ルーヴル美術館、パリ)

「海港」の主題はロランが最も頻繁に取り上げたものの1つであり、とりわけ画業の初期の1630-1645年に描かれている。これらの作品で、通常、海の片側は遺跡またはカプリッチョ (奇想) 風の古代宮殿の柱廊に枠どられている。一方、海の反対側には逆光を浴びた船があり、その近くの岸には、たいてい歩行者、船員、荷物の運搬人のいる、画面に平行な陸地が帯状に表されている。
ローマのヴィラ・メディチは、建設中の1576年にフェルディナンド・デ・メディチ枢機卿により取得され、彼はこの宮殿をバルトロメオ・アンマナーティにより完成させた。古代ローマ時代の浮彫と彫像が屋外美術館であるかのように正面に組み込まれている。ナポレオン・ボナパルトの時代まではトスカーナ大公国がローマ教皇に派遣した大使の邸宅として用いられていたが、1803年にはフランス国家がローマのフランス・アカデミーを設置するために取得した。

## 作品

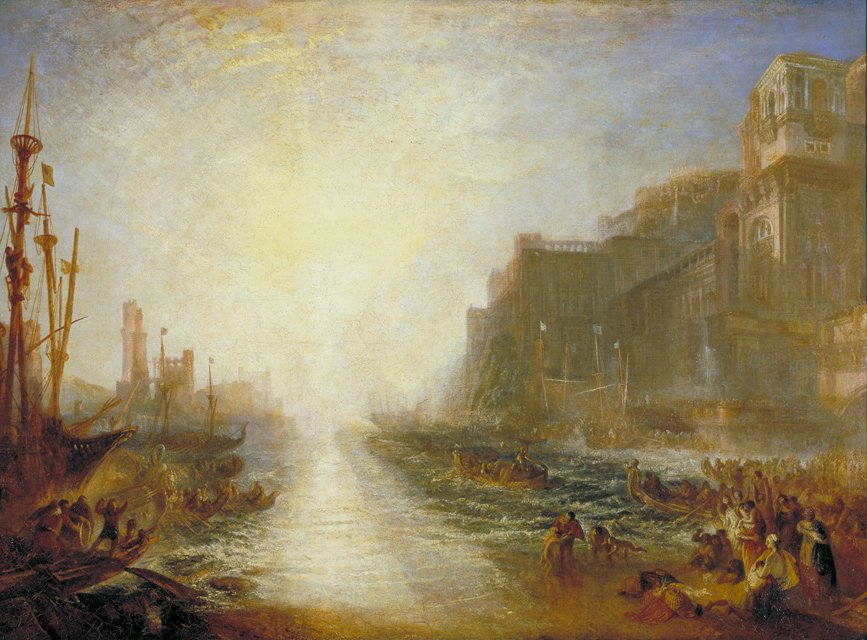
ロランの作品に触発されたジョゼフ・マロード・ウィリアム・ターナーの作品『レグルス (ターナー)』 (1828年)、テート・ブリテン

画面の左側に船首が配置され、船のマストが画面上部まで達している。右側の建築のペディメント (切妻部分) が空まで伸びる木を覆い隠している。この情景は、前景の人物が散在する商港により完成している。ほかの船と帆の向こう側に、正面向きでヴィラ・メディチ (ローマのピンチョの丘の本来の場所から移動させられている) が配置されている。この建物がヴィラ・メディチであることは、庭園側の入り口の列柱と2本の塔により認識できる。建物は夕日の輝きの中で浮かび上がっており、その左隣では日没の光の中に溶解している、絵画の垂直線上の灯台が際立っている。
ジョゼフ・マロード・ウィリアム・ターナーは、1828年にイタリアで公表するために本作の構図といくつかの要素を『レグルス (ターナー)』 (1828年、テート・ブリテン) でふたたび取り上げている。しかし、ターナーの作品は風景を表しているというより、神話的で空想的ですらある。